# Koninginnedag
Il Koninginnedag (olandese: Giorno della Regina) è stata la festa nazionale dei Paesi Bassi, celebrata ogni anno il 30 aprile, giorno del compleanno della Regina Giuliana. Se il 30 aprile era domenica, come accadde nel 2006, la festa nazionale veniva spostata al sabato precedente, il 29 aprile.
L'ultimo Koninginnedag si è tenuto il 30 aprile 2013, giorno in cui la regina Beatrice ha abdicato in favore del figlio Guglielmo Alessandro. Dal 2014 la festa nazionale dei Paesi Bassi, rinominata Koningsdag (giorno del re), cade il 27 aprile, giorno del compleanno di Guglielmo Alessandro, ma, secondo la tradizione per cui non viene celebrata di domenica, la prima si è tenuta il sabato antecedente, il 26 aprile.

## Storia
Il 31 agosto 1885, in occasione del quinto compleanno della principessa Guglielmina, si tenne il primo Giorno della Principessa. L'iniziativa nacque in ambienti liberali che volevano promuovere il senso di unità nazionale del paese. Dopo la morte del re Guglielmo III nel 1890, e la conseguente ascesa al trono di Guglielmina, il Giorno della Principessa divenne il Giorno della Regina. La festa continuerà a essere celebrata il 31 agosto fino al 1948.
Nel 1948 il trono dei Paesi Bassi passò a Giuliana, figlia di Guglielmina, e da allora il Giorno della Regina è stato celebrato il 30 aprile, in coincidenza con il compleanno di Giuliana.
Dopo l'incoronazione della regina Beatrice, il 30 aprile 1980, si decise di mantenere la festa nazionale alla data del 30 aprile per commemorare la sua ascesa al trono e per ricordare sua madre, Giuliana, mantenendo la festa al giorno del suo compleanno. Inoltre, da un punto di vista pratico, il compleanno della regina Beatrice (31 gennaio, in pieno inverno) non sarebbe favorevole ai festeggiamenti.

## Celebrazioni
La regina Beatrice, nel giorno della festa, visitava una o due città dei Paesi Bassi. Per tradizione, il Giorno della Regina è l'unico giorno che non richiede autorizzazioni per vendere merci per strada. Per questo motivo l'intero paese si riempie di mercatini delle pulci.
Alcune città festeggiavano anche la notte precedente il Giorno della Regina con una festa chiamata Koninginnenacht (olandese: Notte della Regina). I festeggiamenti principali del Giorno della Regina si svolgevano ad Amsterdam, mentre quelli della Notte della Regina a L'Aia.
Il Koninginnedag, ogni anno, nella sola Amsterdam radunava una media di due milioni di visitatori. Durante la festa i Paesi Bassi si tingevano di arancione, colore tradizionale della monarchia olandese, in un fenomeno detto Oranjegekte.

## L'attentato
Il 30 aprile 2009 ad Apeldoorn, città scelta per essere visitata quell'anno dalla regina, un uomo, alla guida della sua auto, si è diretto ad alta velocità contro il corteo che comprendeva la regina Beatrice e gli altri membri della famiglia reale olandese, investendo il pubblico che assisteva al corteo e causando otto morti e dieci feriti. L'auto ha poi terminato la sua corsa contro un monumento. L'attentatore è morto nella notte successiva all'attentato. Nessun membro della famiglia reale è rimasto ferito.